# Szent József-székesegyház (Toluca)
A mexikói Tolucában található Szent József-székesegyház a Tolucai főegyházmegye székesegyháza. A történelmi városközpontban, a Plaza de los Mártires déli oldalán áll, közvetlenül a községi palota mellett.

## Története
A székesegyház helyén a Szent Ferenc-templom, a Rosario-kápolna és a Szent József-kápolna állt, mindhárom a 16. század óta fennálló Nuestra Señora de La Asunción nevű ferences kolostorhoz tartozott. 1850 táján José Ruperto Carrillos szerzetes a régi templom kis mérete és a lakosság növekedése miatt már javasolta egy nagyobb templom építését, az ötletet pedig Mariano Peña ferences tartományfőnök is támogatta, sőt, Aranda és Roble Pagaza építészek már a terveket is elkészítették, azonban a tervezett épület tájolása megnehezítette volna a munkálatokat, ezért végül az ötletből nem lett semmi. 1867-re Buenaventura Merlín pap felelevenítette a tervet, és Mexikóváros érsekéhez fordult egy új templom építése érdekében. A régi, addigra már nagyon leromlott állapotú épületeket lebontották, majd Agustín Carrillo tervei alapján 1867. május 12-én megkezdték az építkezést. 1870-ben Ramón Rodríguez Arangoiti (Mariano Riva Palacio kormányzó támogatásával) jelentősen módosította a korábbi elképzelést, így jöhetett létre a ma is látható monumentális, klasszicista épület. Ám az építkezés lassan haladt, a történelmi események és Merlín 1890-es halála miatt pedig le is állt.
1950. szeptember 29-én XII. Piusz pápa létrehozta a Tolucai egyházmegyét, amelynek első püspökét, Arturo Vélez Martínezt 1951. február 17-én iktatták be. A székesegyház ideiglenesen a Harmadik Rend temploma lett, a régi, félbemaradt templom építése pedig új lendületet kapott. A tervek ismét módosultak, ezúttal Vicente Mendiola Quezada építész jóvoltából. Végül 1976. április 11-én szentelték fel az akkor még mindig nem teljesen elkészült templomot: az építkezés csak 1978-ban fejeződött be.

## Az épület
A hatalmas templom latin kereszt alaprajzú, három fő- és két mellékhajóval rendelkezik, valamint 10 oldalkápolnával. Északi főhomlokzata szimmetrikus, klasszicista stílusú, két oldalán két torony emelkedik, valamint hátrébb, a főhajó déli végéhez közel egy harmadik, kupolás torony is épült, amelynek tetején Ernesto Tamariz alkotása, egy bronzból készült Szent József-szobor áll. A templom három, fából készült, félköríves záródású főkapuja mellett oszloppárokkal elválasztva Szent Péter és Szent Jakab, valamint különböző források szerint Szent János és Szent Tamás vagy Szent Pál és Szent Fülöp szobrai állnak. A bejárati rész fölötti timpanon alatt négy oszloppár három díszített ablakot (ezek Jan van Eyck Szent Cecília-képének másolatát és angyali kórusokat ábrázolnak) és három domborművet (Szent Mihály, Szent Rafael és az első püspöki címer) fog közre, a timpanonban egy nagy méretű, Juan Ramírez által készített dombormű jeleníti meg Krisztus mennybemenetelét, fölötte pedig egy kis óratorony látható, amelynek tetején három női szobor jelképezi a teológiai erényeket: a középső a hűséget, a jobb oldali a jótékonyságot, a bal oldali pedig a reményt. Az óratorony egy téglalap alakú épületrészből emelkedik ki, ennek két-két oldalán Nazianzi Szent Gergely, Szent Atanáz, Nagy Szent Vazul és Aranyszájú Szent János szobrait helyezték el.

## Képek

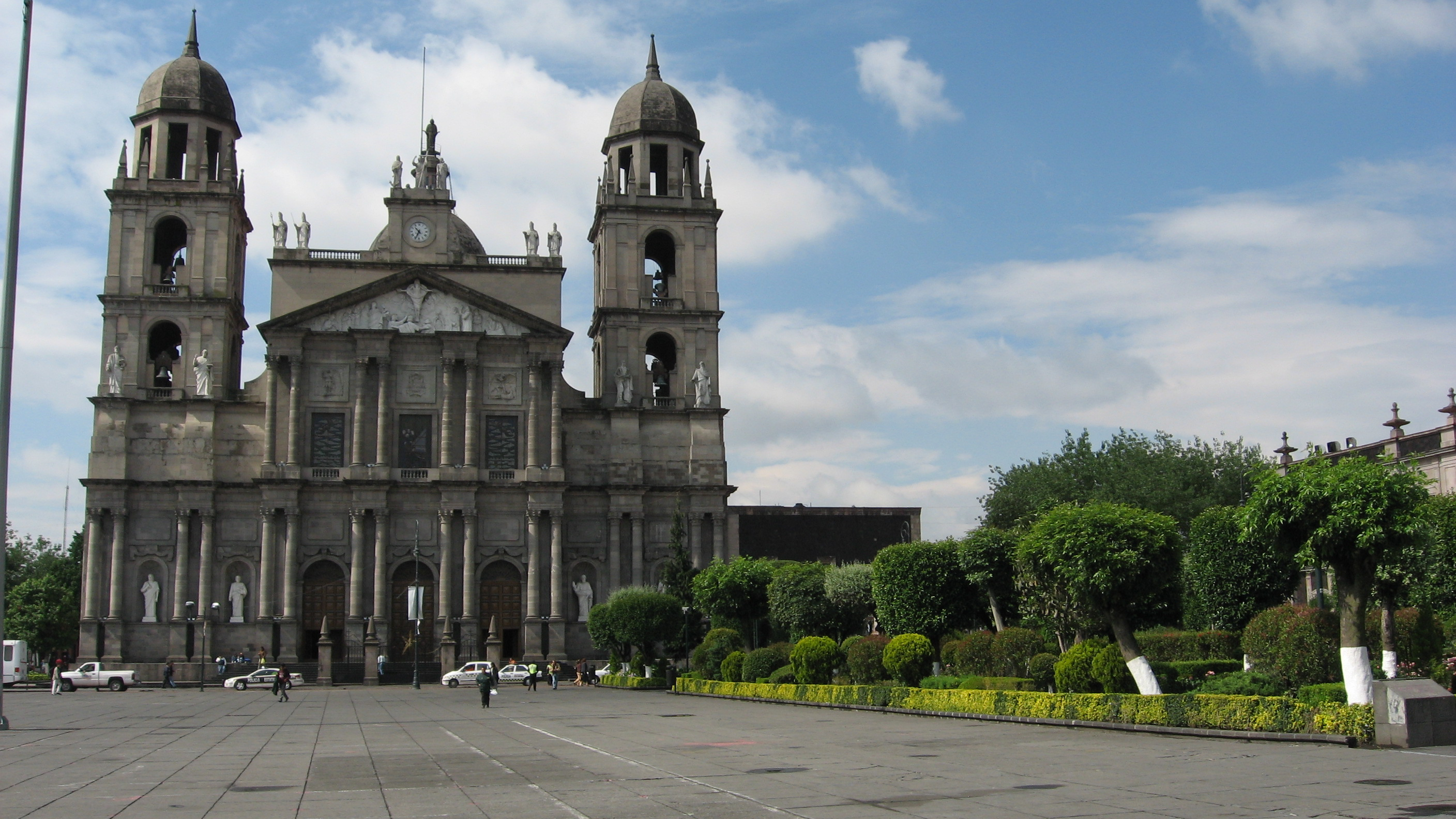
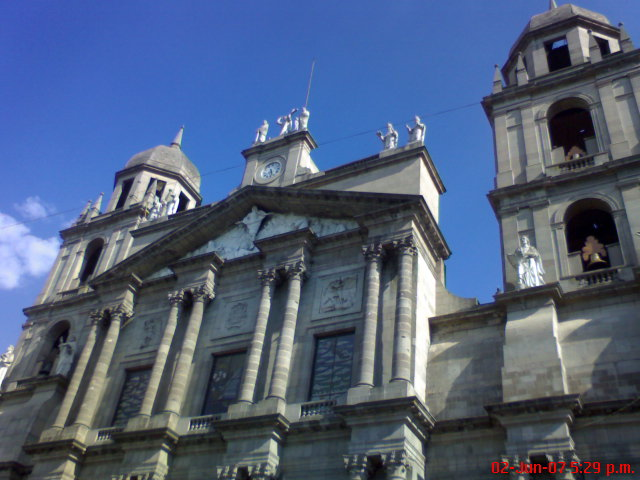
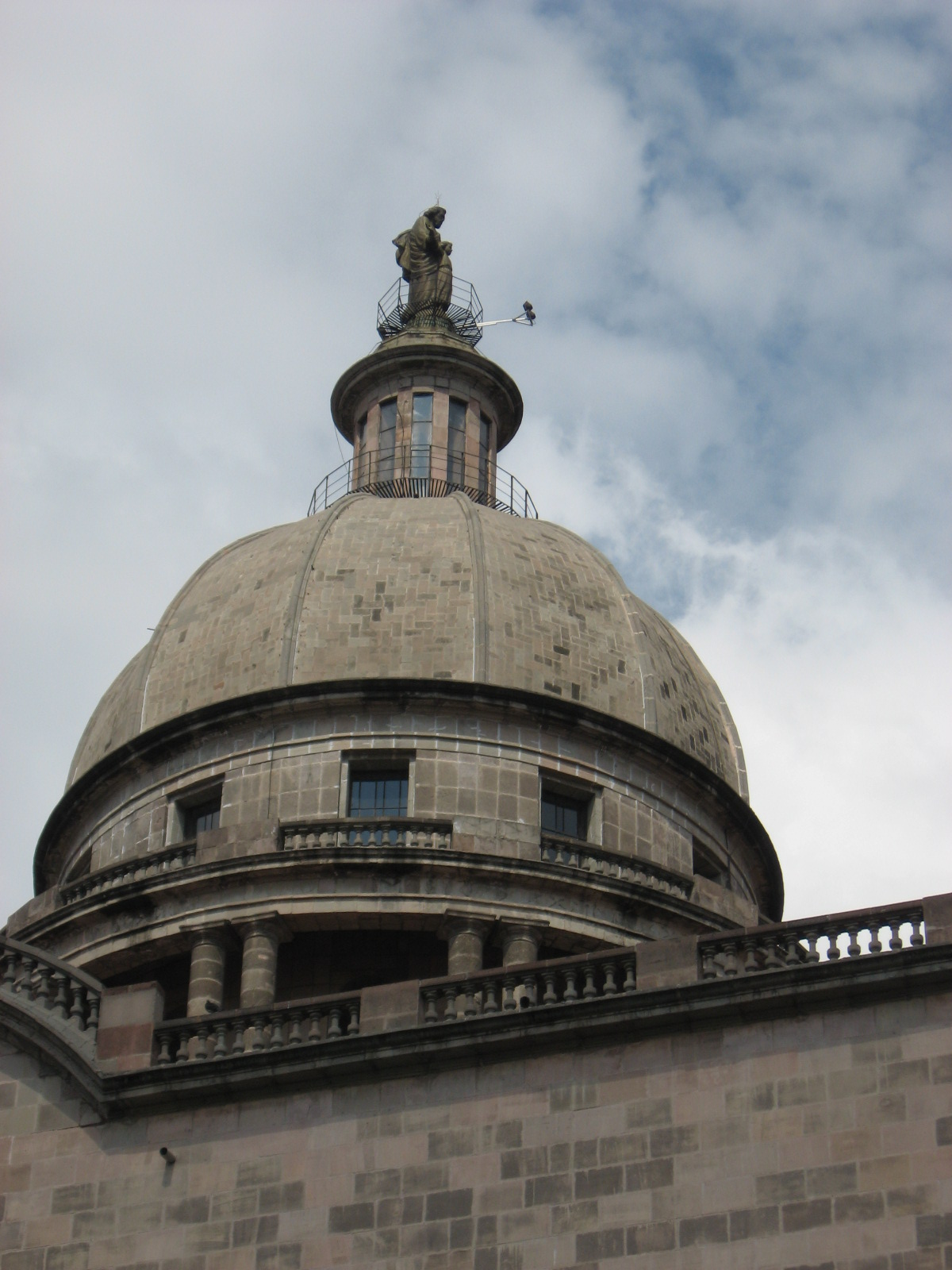
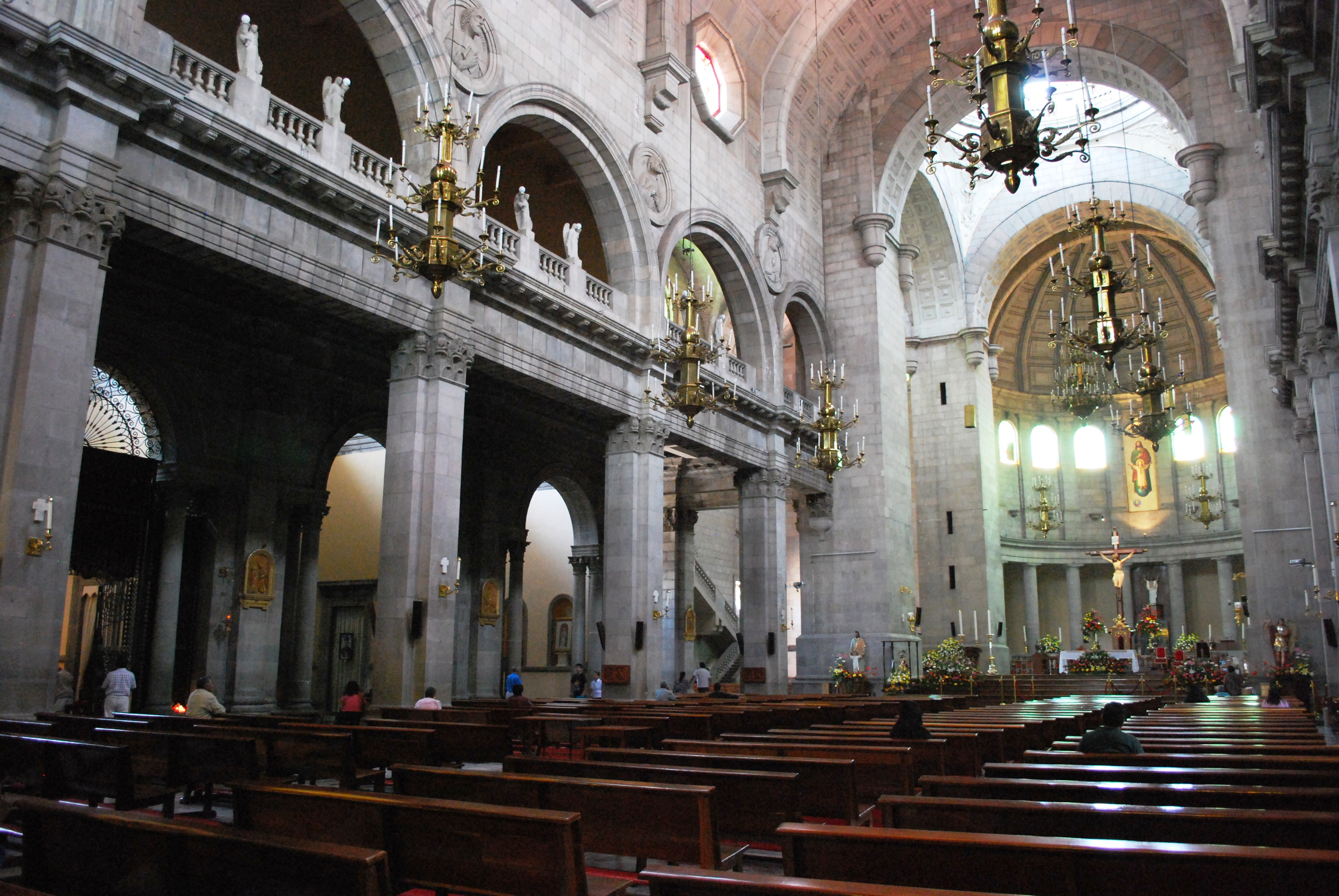
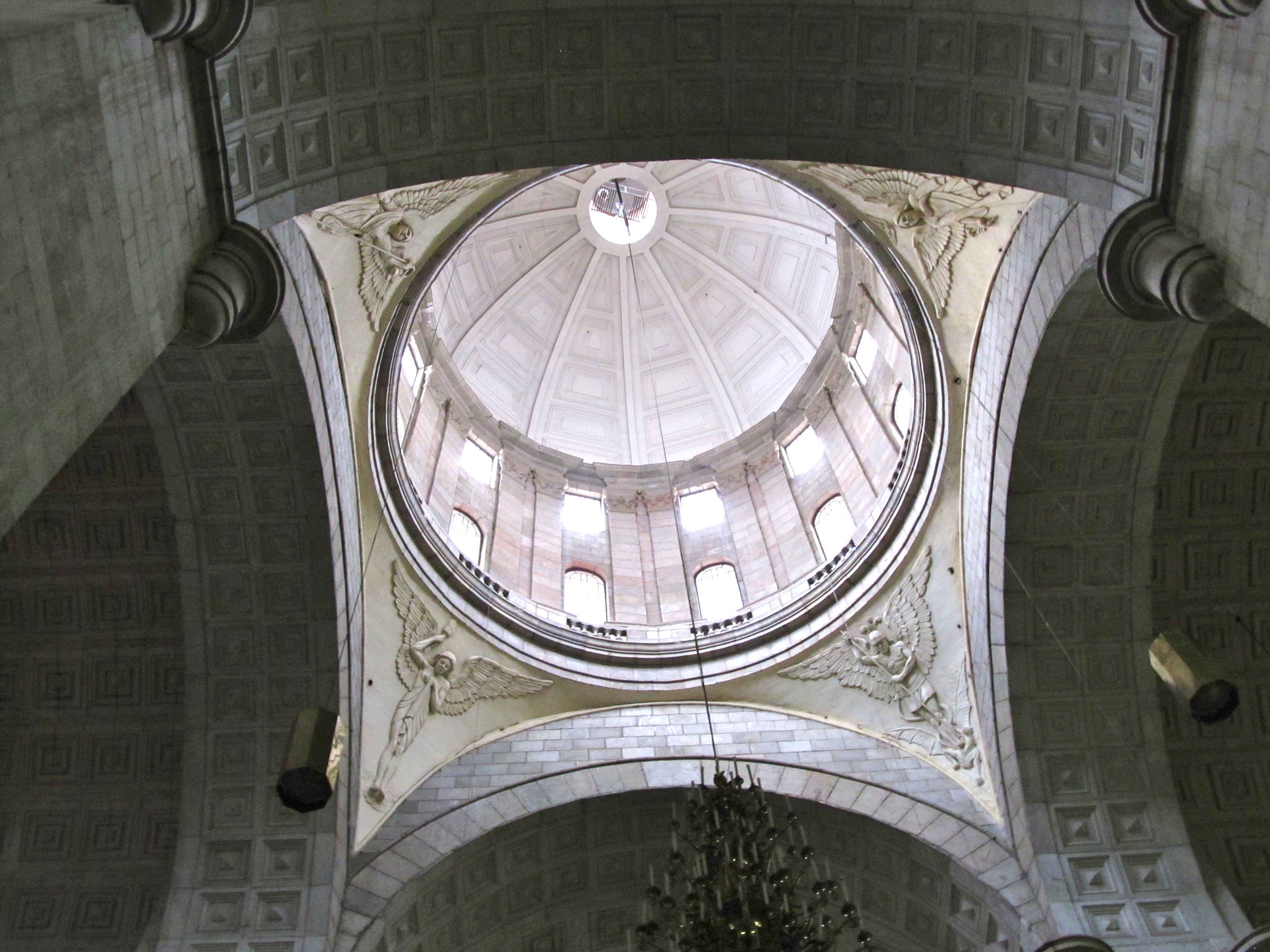